# Wargaming Seattle
Wargaming Seattle (anciennement Gas Powered Games) est une entreprise américaine de développement de jeux vidéo, basée à Redmond, dans l'État de Washington. La société est fondée en mai 1998 par Chris Taylor, créateur de Total Annihilation.
En février 2013, le studio est racheté par Wargaming.net.

## Jeux développés
- Dungeon Siege (2002)
- Dungeon Siege: Legends of Aranna (2005)
- Dungeon Siege II (2005)
- Dungeon Siege II: Broken World (2006)
- Supreme Commander (2007)
- Supreme Commander: Forged Alliance (2007)
- Space Siege (2008)
- Demigod (2009)
- Supreme Commander 2 (2010)
- Age of Empires Online (2011)
- Kings and Castles (NC)
- Wildman (annulé)